# 諏訪藩
諏訪藩（すわはん）は、信濃国諏訪郡周辺を領有した藩。高島藩（たかしまはん）とも呼ばれる。藩庁は高島城（長野県諏訪市）。

## 藩歴

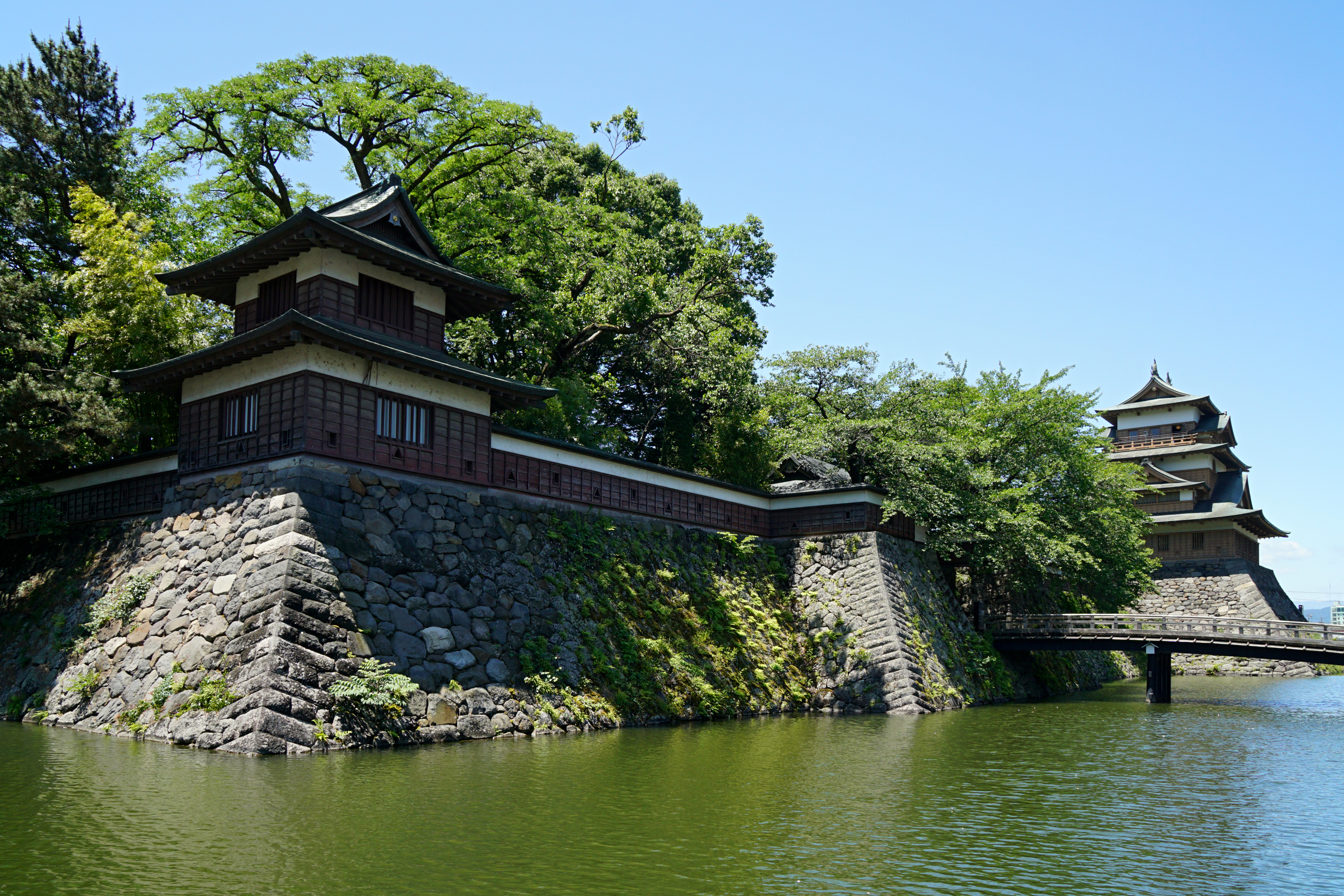
藩庁の置かれた高島城（復興天守など）

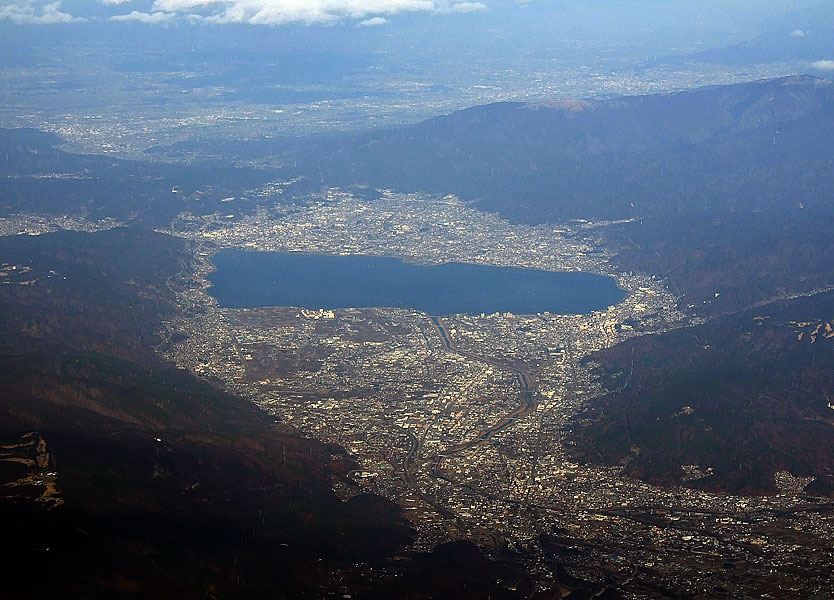
小淵沢付近上空から諏訪湖を望む。遠方は松本盆地

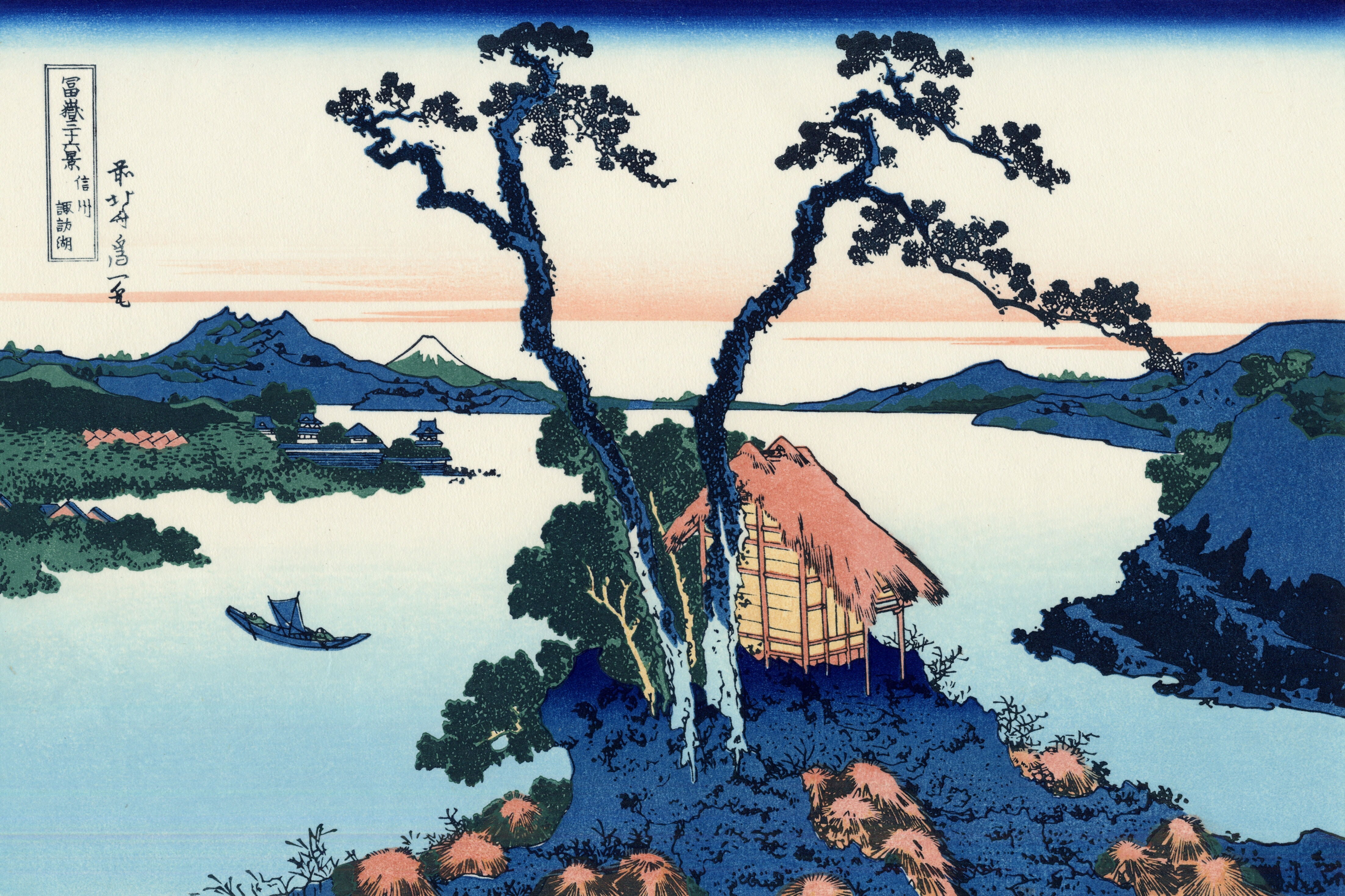
葛飾北斎 富嶽三十六景 信州諏訪湖。高島城が描かれている。

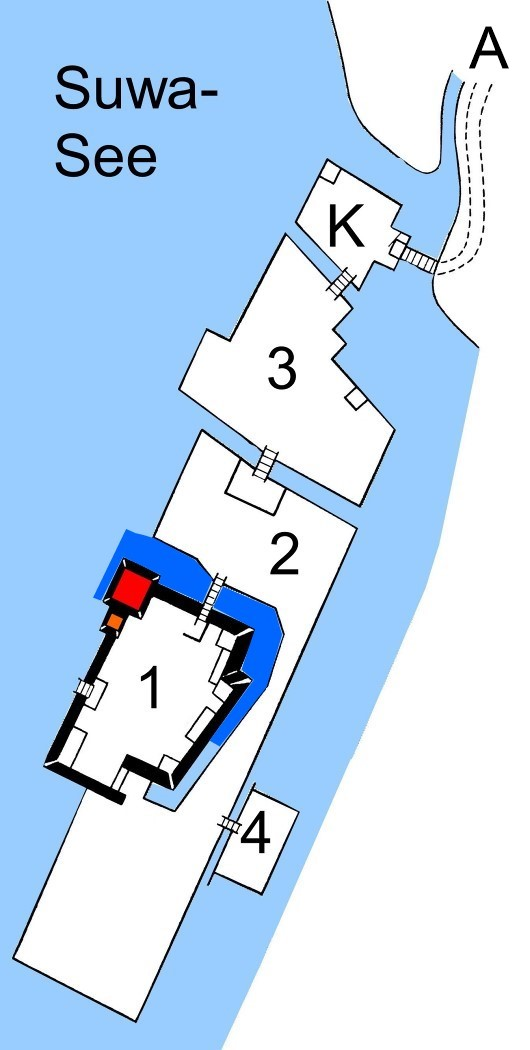
高島城本丸、二ノ丸、三の丸図解。右下の「4」の部分は松平忠輝預り屋敷のために増設された「南の丸」部分。以降、数々の配流者をここで預かった。

戦国時代、諏訪の地は諏訪神社の大祝（おおほうり）である名門・諏訪氏の支配下にあった。しかし天文11年（1542年）、武田信玄（晴信）の侵攻を受けて諏訪頼重は切腹となり、諏訪氏の宗家は滅亡した。しかし頼重の従兄弟に当たる諏訪頼忠は、武田氏支配下の中で神官として生き残った。
天正10年（1582年）3月に武田勝頼が織田信長・徳川家康の連合軍によって滅亡し、さらに同年6月、信長が本能寺の変で横死すると信濃・甲斐を巡る天正壬午の乱が発生し、その過程において頼忠は自立して諏訪家を再興する。その後、信濃に侵攻してきた家康軍と戦ったが、やがて家康と和睦しその家臣となった。天正18年（1590年）、徳川家が関東に移封されると、頼忠も家康に従って諏訪を離れ、武蔵国奈良梨（のち、上野国那波郡惣社へ移封）に所領を与えられた。
代わって日根野弘就の子・高吉が諏訪家の移った同年に入封する。そして高吉の子・吉明が家督を継いだが、慶長6年（1601年）下野壬生藩に移封（一説には減封）される。
同年、諏訪頼忠の子・諏訪頼水が旧領・高島に復帰した。所領は当初は2万7000石、のち大坂の陣に参陣した第2代藩主・忠恒はその功績により元和4年（1618年）に5000石を加増され、3万2000石となる。第3代藩主・忠晴の時代に忠恒の遺言により忠晴の弟の頼蔭と頼久にそれぞれ1000石を分知して3万石となった。以後、諏訪家の支配で明治時代に至った。
初代藩主・頼水は流罪となった松平忠輝、第5代藩主・忠虎は同じく吉良義周の身柄預かりを務めた。高島城に郭を一つ増設し、共に増設（義周の時にも改装）された「南の丸」預かり屋敷に住まい、丁重に扱われた。
天保7年（1836年）の天保騒動では甲府勤番の命を受けて、一揆鎮圧のために甲斐国に派兵した。天狗党の乱では元治元年（1864年）11月に諏訪藩兵は松本藩兵と共同して中山道の和田峠で天狗党と交戦したが、敗北している（和田嶺合戦、樋橋戦争）。明治元年（1868年）の戊辰戦争では新政府軍に加わり、甲州勝沼の戦いや北越戦争・会津戦争に参戦した。
明治4年（1871年）の廃藩置県により高島県となった。その後、筑摩県を経て長野県に編入された。諏訪家は明治17年（1884年）子爵となり、華族に列せられた。

## 歴代藩主

### 日根野家
外様 2万7000石（1590年 - 1601年）　
1. 高吉天正18年（1590年）藩主となる。
2. 吉明慶長5年（1600年）藩主となる。

### 諏訪家
譜代 2万7000石→3万2000石→3万石 （1601年 - 1871年）
1. 頼水 慶長6年（1601年）藩主となる。
2. 忠恒 寛永17年（1640年）藩主となる。 加増により3万2000石
3. 忠晴 明暦3年（1657年）藩主となる。分知により3万石
4. 忠虎 元禄8年（1695年）藩主となる。
5. 忠林 享保6年（1721年）藩主となる。
6. 忠厚 宝暦13年（1763年）藩主となる。
7. 忠粛 天明元年（1781年）藩主となる。
8. 忠恕 文化13年（1816年）藩主となる。
9. 忠誠 天保11年（1840年）藩主となる。幕末の混乱期に短期間ながら、幕府老中を務めた。
10. 忠礼 慶応4年（1868年）藩主となる。

## 諏訪家時代の重臣
- 諏訪図書家（二之丸家）
初代藩主・頼水の弟の頼雄を初代とする。高島城二之丸に居住し1200石を知行し代々家老を務める。天明3年（1783年）7月、頼保が二の丸騒動の責めを負って切腹し家名断絶。
諏訪頼雄－盛政（頼風）－頼及（盛住）－頼意（頼任）－頼記＝頼弟（頼記弟）－頼英－頼保
- 千野家（三之丸家）
千野頼房が初代。千野氏は諏訪氏の支族で譜代の家臣。高島城三之丸に居住し知行は1200石。
- 千野家（御櫓脇家）
隠居して家督を譲っていた三之丸家8代千野貞亮が二の丸騒動後に創設。三之丸家と同じく知行1200石。

## 幕末の領地
- 信濃国
  - 諏訪郡のうち - 150村

神戸村 (350石4斗4升3合2勺0才7撮)・赤沼村 (371石2斗5升6合9勺8才9撮)・飯島村 (314石0斗2升4合5勺9才7撮)・上金子村 (736石4斗0升9合9勺7才3撮)・新井村 (184石5斗7升4合7勺9才9撮)・上赤田新田村 (8石4斗1升9合7勺0才0撮)・下赤田新田村 (14石3斗8升4合9勺0才0撮)・中河原村 (226石9斗9升7合4勺9才8撮)・横内村 (319石2斗8升6合7勺1才3撮)・上原村 (741石6斗3升3合6勺0才6撮)・塚原村 (596石1斗1升4合6勺8才5撮)・向河原新田村 (4石2斗6升4合3勺0才0撮)・矢ヶ崎村 (367石0斗5升9合8勺1才4撮)・粟沢村 (408石7斗7升2合8勺8才8撮)・下古田村 (221石2斗7升3合3勺0才0撮)・宮原新田村 (51石0斗1升2合7勺9才8撮)・福沢村 (224石2斗2升8合1勺9才5撮)・埴原田村 (712石0斗5升9合2勺0才4撮)・鋳物師屋新田村 (161石2斗9升5合8勺9才8撮)・北大塩村 (853石9斗5升2合2勺7才1撮)・一本木新田村 (23石8斗5升7合4勺0才1撮)・塩沢村 (309石6斗3升4合0勺9才4撮)・芹ヶ沢村 (501石9斗4升9合8勺9才0撮)・中村 (542石6斗2升0合9勺7才2撮)・湯川村 (398石2斗9升9合7勺1才3撮)・堀新田村 (249石1斗4升3合4勺0才2撮)・南大塩村 (872石3斗3升7合0勺9才7撮)・塩之目村 (405石8斗5升3合4勺8才5撮)・上古田村 (384石0斗0升9合0勺0才3撮)・中込新田村 (8石2斗0升7合0勺0才0撮)・中沢村 (275石9斗3升3合8勺9才9撮)・山田新田村 (370石3斗9升7合0勺9才5撮)・金沢町 (666石2斗8升0合7勺0才1撮)・大沢新田村 (54石5斗5升8合7勺0才1撮)・大池新田村 (40石8斗5升16勺0才1撮)・柏原村 (380石6斗4升9合8勺1才1撮)・金山新田村 (74石7斗2升8合6勺0才0撮)・糸萱新田村 (148石0斗2升6合3勺9才8撮)・笹原新田村 (265石0斗5升9合9勺9才8撮)・須栗平新田村 (160石6斗3升6合2勺0才0撮)・新井新田村 (60石5斗2升9合5勺9才8撮)・白井出新田村 (69石8斗2升7合0勺0才3撮)・山口新田村 (73石3斗3升1合0勺0才1撮)・上菅沢新田村 (93石4斗0升7合3勺0才3撮)・下菅沢新田村 (42石5斗2升9合9勺9才9撮)・上場沢新田村 (120石7斗9升8合5勺9才9撮)・大日影新田村 (150石8斗4升1合2勺9才3撮)・御作田新田村 (92石7斗7升9合9勺9才9撮)・槻木新田村 (550石5斗2升9合4勺1才9撮)・小屋場新田 (114石5斗7升4合9勺9才7撮)・中道新田村 (293石7斗7升2合4勺9才1撮)・子之神新田村 (182石3斗8升2合5勺0才7撮)・菊沢新田村 (253石1斗6升2合0勺0才3撮)・穴山新田村 (407石3斗1升2合0勺1才2撮)・大久保新田村 (81石1斗8升1合5勺0才3撮)・柳沢新田村 (222石5斗3升2合8勺0才6撮)・八ッ手新田村 (255石1斗1升0合7勺0才3撮)・払沢新田村 (335石9斗2升0合0勺1才3撮)・柏木新田村 (538石4斗5升6合9勺0才9撮)・中新田村 (615石3斗5升8合2勺7才6撮)・室内新田村 (113石1斗5升9合5勺0才0撮)・菖蒲沢新田村 (120石4斗5升1合7勺9才7撮)・木船新田村 (84石3斗5升8合0勺0才2撮)・川久保新田村 (8石3斗8升8合7勺0才0撮)・青柳新田村 (11石6斗5升7合7勺0才0撮)・福島村 (273石9斗0升6合8勺9才1撮)・下金子村 (455石4斗5升8合0勺9才9撮)・中金子村 (470石9斗3升8合5勺0才7撮)・田辺村 (602石9斗6升6合0勺0才3撮)・文出村 (584石5斗1升4合4勺0才4撮)・小川村 (318石3斗5升0合4勺9才4撮)・有賀村 (378石6斗4升7合1勺8才6撮)・上野新田村 (59石8斗0升9合2勺9才9撮)・覗石新田村 (17石1斗1升7合5勺0才0撮)・北真志野村（北真志野新田村） (620石7斗3升4合0勺0才9撮)・板沢新田村 (7石0斗3升6合0勺0才0撮)・南真志野村 (578石2斗9升3合8勺8才4撮)・椚平新田村 (8石8斗3升6合0勺0才0撮)・後山新田村 (95石2斗8升1合5勺0才2撮)・大熊村 (274石1斗5升6合4勺0才3撮)・神宮寺村 (423石4斗9升9合3勺9才0撮)・安国寺村 (374石7斗5升6合9勺8才9撮)・茅野村 (656石0斗1升9合7勺7才5撮)・船久保新田村 (21石4斗8升5合7勺0才1撮)・二久保新田村 (35石3斗5升0合3勺9才9撮)・大河原新田村 (6石3斗1升0合4勺0才0撮)・向河原新田村 (5石4斗4升7合8勺0才0撮)・下河原新田村 (1石7斗7升1合0勺0才0撮)・坂室新田村 (104石2斗6升7合4勺0才3撮)・御射山神戸村 (332石3斗1升9合7勺0才2撮)・栗生新田村 (91石6斗6升7合1勺9才8撮)・松目新田村 (36石6斗3升8合1勺9才9撮)・大平新田村 (31石4斗9升6合4勺0才1撮)・若宮新田村 (134石7斗2升5合2勺9才6撮)・木間村 (205石8斗6升0合7勺9才4撮)・休戸村 (33石7斗9升1合3勺0才2撮)・先能村 (10石1斗2升8合4勺0才0撮)・木戸口新田村 (20石4斗9升7合2勺0才0撮)・芓木村 (140石1斗9升6合1勺0才6撮)・花場新田村 (16石7斗6升4合9勺9才9撮)・横吹新田村 (28石8斗6升8合6勺0才1撮)・瀬沢村 (258石9斗7升9合7勺0才6撮)・机村 (222石2斗8升7合3勺9才9撮)・平岡村 (79石7斗0升0合9勺9才6撮)・神代村 (25石7斗1升0合3勺0才0撮)・烏帽子新田村 (31石8斗6升8合9勺9才9撮)・上蔦木村 (326石8斗6升2合0勺0才0撮)・下蔦木村 (188石3斗3升1合4勺0才6撮)・田端村 (71石2斗1升9合3勺9才8撮)・先達村 (80石6斗7升2合3勺0才2撮)・小東村 (50石2斗8升6合3勺0才1撮)・円見山村 (135石5斗6升6合8勺9才5撮)・森新田村 (7石4斗9升4合0勺0才0撮)・葛久保村 (151石2斗4升0合9勺9才7撮)・池袋村 (179石4斗5升9合5勺0才3撮)・高森村 (97石9斗0升9合1勺0才3撮)・乙事村 (653石1斗4升6合6勺0才6撮)・瀬沢新田村 (320石8斗4升6合9勺8才5撮)・立沢村 (632石0斗6升0合3勺0才3撮)・小六新田村 (177石5斗0升8合8勺0才4撮)・下桑原村 (1723石8斗9升0合2勺5才9撮)・角間新田村 (58石5斗0升1合9勺0才0撮)・大和村 (404石3斗4升1合0勺0才3撮)・高木村 (260石6斗7升4合8勺0才5撮)・富部村 (345石3斗5升2合3勺8才6撮)・湯之町 (321石4斗1升9合4勺9才5撮)・友之町 (979石4斗5升6合2勺9才9撮)・土波止新田村 (24石5斗9升6合0勺0才1撮)・下原村 (424石4斗4升2合2勺9才1撮)・萩倉新田村 (33石1斗9升3合6勺0才0撮)・東山田村 (370石4斗4升9合8勺9才0撮)・西山田村 (779石7斗4升4合2勺0才2撮)・今井村 (338石7斗2升0合8勺8才6撮)・東堀村 (1364石6斗7升0合0勺4才4撮)・西堀村 (235石7斗8升7合2勺0才1撮)・小梅沢新田村 (33石7斗6升4合4勺0才0撮)・下若宮新田村 (26石0斗8升2合6勺0才0撮)・小井川村 (710石4斗7升0合2勺7才6撮)・小口村 (394石9斗1升1合2勺8才5撮)・岡谷村 (930石1斗3升5合8勺0才3撮)・三沢村 (299石4斗0升3合5勺9才5撮)・新倉村 (418石8斗6升5合3勺8才7撮)・駒沢村 (222石2斗3升9合3勺0才4撮)・荻山新田村 (12石6斗7升1合1勺0才0撮)・鮎沢村 (117石5斗5升4合8勺0才2撮)・橋原村 (136石8斗65合9勺9才7撮)・花岡村 (155石7斗3升3合7勺9才5撮)・小坂村 (340石4斗1升4合2勺1才5撮)・上桑原村 (1009石1斗0升0合8勺9才1撮)・田道新田村 (55石8斗2升2合4勺9才8撮)		
- - 筑摩郡のうち - 11村

百瀬村 (32石0斗3升6合3勺3才1撮)・中挾村 (58石2斗2升8合1勺3才0撮)・南熊井村 (358石8斗0升2合5勺5才1撮)・北熊井村 (558石2斗9升9合6勺8才3撮)・南内田村 (722石8斗0升6合6勺4才1撮)・北内田村 (927石4斗6升3合6勺8才4撮)・白姫村 (133石7斗0升9合6勺5才6撮)・和泉村 (274石1斗7升1合5勺0才9撮)・神田村 (512石1斗0升9合5勺5才8撮)・小池村 (373石6斗7升7合9勺1才7撮)・赤木村 (432石6斗6升9合4勺6才4撮)		

## 註
1. ↑  諏訪家文書『諏訪家御用狀留帳』
2. ↑  和田嶺合戦（樋橋戦争）なんでも諏訪百科